# Chailland
Chailland là một xã thuộc tỉnh Mayenne trong vùng Pays de la Loire tây bắc nước Pháp. Xã này nằm ở khu vực có độ cao trung bình 88 mét trên mực nước biển.
Các sông Ernée và Vaumourin chảy qua thị trấn. Xã giáp Saint-Hilare-du-Maine, La Baconnière, Saint-Germain-le-Guillaume, La Bigotière, Placé và Montenay. 